# Сак, Владимир Трофимович
Влади́мир Трофи́мович Са́к (укр. Володимир Трохимович Сак; 6 мая 1944, Чернявка, Житомирская область — 26 ноября 2001, Винники, Львовская область) — советский футболист, игравший на позиции нападающего

## Биография
Родился на Житомирщине, с детства занимался футболом. В юношеском возрасте попал в Станислав, где играл за местный «Локомотив». Был вызван в сборную Станиславской области, а позже — в сборную Украинской ССР, в составе которой выступал на Всесоюзном футбольном турнире школьников в Баку, где команда заняла третье место. По возвращении был приглашён в станиславский «Спартак», в составе которого дебютировал в классе «Б» чемпионата СССР в 1961 году, в возрасте 17 лет. Выступал за прикарпатцев на протяжении трёх лет. В 1963 году получил предложение перейти в киевское «Динамо», однако, опасаясь конкуренции вернулся в «Спартак». В 1964 году перешёл во львовские «Карпаты», выступавшие во второй группе класса «А». Играл за львовян на протяжении года. Затем футболиста должны были призвать в армию и планировали отправить во львовский СКА, однако во время игры против «Черноморца» на него обратили внимание тренеры одесситов. Команда завоевала право выступать в высшей лиге и нуждалась в усилении, поэтому один из тренеров «Карпат», Эрнест Юст, поспособствовал переходу Сака в состав «моряков».
Во время предсезонных сборов несколько раз отличился голами, принесшим команде победы, в связи с чем завоевал доверие тренерского штаба и место в основном составе. Дебютировал в первой группе класса «А» чемпионата СССР 15 апреля 1965 года, выйдя в стартовом составе в выездном матче против тбилисского «Динамо». Выступал за одесскую команду на протяжении трёх лет, стабильно появляясь в основе в большинстве матчей. В 1966 году, в составе «моряков» стал полуфиналистом кубка СССР. Играл в нападении с такими игроками, как Валерий Лобановский, Виктор Каневский и Олег Базилевич, однако особой результативностью не отличался. Сезон 1969 года провёл в николаевском «Судостроителе», сезон 1970 года — в криворожском «Кривбассе». Затем был призван в армию, во время службы играл за одесский СКА (в 1972 году переехавший в Тирасполь). После демобилизации стал игроком кировоградской «Звезды», где был капитаном команды. В 1976 году выступал на любительском уровне за клубную команду одесского СКА, а в 1977 — за ильичёвский «Портовик». По завершении карьеры игрока два года тренировал ильичёвскую команду, участвовавшую в соревнованиях коллективов физкультуры. Затем вернулся во Львов, где вырастил двух сыновей, один из которых, Владимир, на профессиональном уровне играл в футзал за местные команды. Последние годы жизни проживал в Винниках, где и умер в 2001 году.